# کانینگ فوک
کانینگ فوک (انگلیسی: Canning Fok؛ زادهٔ ۲۲ اوت ۱۹۵۲) کارآفرین و مدیر اجرایی اهل بریتانیا است، که در سال ۲۰۰۲ شرکت ۳ را تأسیس کرد.